# Racopilum ellipticum
Racopilum ellipticum là một loài rêu trong họ Racopilaceae. Loài này được Renauld mô tả khoa học đầu tiên năm 1898.